# Stěrka (materiál)
Stěrka je materiál nanášený stíráním, který vytváří zpravidla hladký povrch. V úpravě stěn jde o nejjemnější maltu, používá se hlavně v interiéru, a to ke zhotovování nejhladších omítek a nebo při opravách omítek. Dnes se kupuje už hotová v pytlích, dříve měl zedník nebo štukatér velmi jemné sítko a prosíval si písek, jemný téměř jako pudr. Stěrka je mnohem jemnější než finální jemná malta neboli štuk. 
Stěrky z různých materiálů se používají rovněž pro úpravu podlah. Existují rovněž asfaltové hydroizolační stěrky. 

## Použití

### Velmi hladká omítka
Použitím stěrky ji lze udělat hladkou jako sklo, pokud to bude architektem speciálně požadováno. Z praktického hlediska má však tyto nevýhody
- Špatně se líčí, štětka po ní klouže a barva dělá šmouhy, které se musí dlouho roztírat, má-li být povrch precizní. Zeď je nutno nastříkat.
- Špatně se válečkuje – váleček se často na hladkém povrchu posmekne.
- Hladký povrch je maximálně choulostivý na poškrábání a nebo třeba otisk zpocené dětské dlaně (téměř nemožné beze stopy odstranit).

### Oprava omítky
Nově omítnutá zeď s jemnou maltou má stejnoměrný povrch, připomínající smirkový papír. Když se několikrát vymaluje, je její povrch stále hladší. Pak se například zaseká nová elektroinstalace a zaomítá se hrubou omítkou. Kdyby se na tuto novou omítku natáhla původní jemná malta, tak i při nejpečlivějším zpracování jemným hladítkem by byl její povrch oproti vymalované zdi příliš drsný. Na zdi by vzniklo nevzhledné „jelito“, které by prozrazovalo celou opravu. Proto potřebujeme stěrku. S její pomocí dokáže zručný zedník provést opravu tak, že po vymalování nelze opravu ani poznat.

### Podlaha
Pojem podlahová stěrka a litá podlaha se do značné míry kryje. Jde spíše o formu nanášení (lití či stírání), lze ovšem materiál nalít a poté ho stírat (litá stěrková podlaha). Škála materiálů je široká od epoxidových pryskyřic, přes polyuretany až po materiály na cementové bázi.

### Hydroizolace
Hydroizolační stěrky se vyrábějí z asfaltu. 